# يوجين بالمر (الهارب)
'''يوجين بالمر''' (من مواليد 4 أبريل 1939) هو الهارب الأمريكي الذي تم إضافته إلى قائمة الهاربين المطلوبين العشرة لمكتب التحقيقات الفيدرالي في 28 مايو 2019. ويُزعم أنه يريد إطلاق النار وقتل ابنته تامي بالمر، في 24 سبتمبر 2012، في ستوني بوينت ، نيويورك. بالمر هو الرقم الهارب 523 والأحدث في قائمة الهاربين العشرة المطلوبين من مكتب التحقيقات الفيدرالي. يقدم مكتب التحقيقات الفيدرالي مكافأة تصل إلى 100,000 دولار عن المعلومات التي تؤدي إلى القبض عليهم.